# Толомеи, Джованни Баттиста
Джованни Баттиста Толомеи (итал. Giovanni Battista Tolomei; 3 декабря 1653, Пистоя, Великое герцогство Тосканское — 19 января 1726, Рим, Папская область) — итальянский куриальный кардинал, философ-иезуит. Камерленго Священной Коллегии кардиналов с 20 марта 1720 года по 20 января 1723 года. Кардинал-священник с 18 мая 1712 года, с титулом церкви Санто-Стефано-аль-Монте-Челио с 11 июля 1712 года по 19 января 1726 года.

## Труды
- Philosophia mentis et sensuum secundum utramque Aristotelis methodum pertractata metaphisycè (Rome, 1702).
- De primatu beati Petri (Rome, 1867).
- In funere illustrissimi domini Nicolai Bona Ioannis filii patritii Ragvsini legati ad bossinatvm proregem, qui tandem catenatus occubuit (Anconae, 1679).
- Puteus veritatis seu in universam philosophiam problemata sub auspiciis eminentiss, et reurendiss, principis Iacobi Rospiliosii (Romae, 1679).